# Arménologie

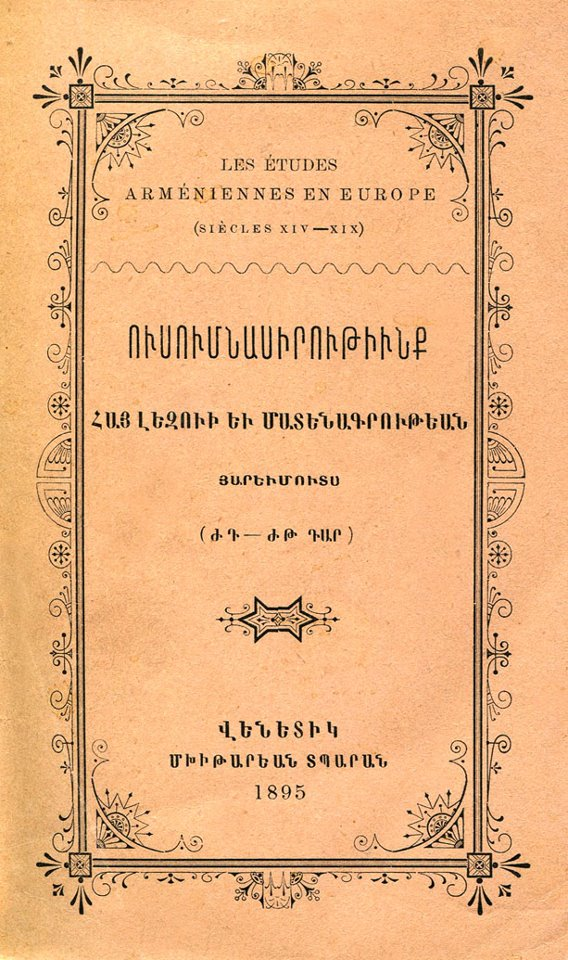
Études de la langue arménienne et bibliographie en Occident.

L'arménologie (en arménien հայագիտութիւն) est un domaine des sciences humaines couvrant l'étude de l'histoire, de la langue, de la culture et de la religion arméniennes.
Mékhitar de Sébaste, le fondateur de la Congrégation des pères mékhitaristes, en est le principal initiateur au XVIIIe siècle. L'arménologie française naît quant à elle au début du XIXe siècle avec Antoine-Jean Saint-Martin.

## Arménologues

### Les pionniers
- Mékhitar de Sébaste (1676–1749) ;
- Michael Chamchian (1738–1823) ;
- Lord Byron (George Gordon Byron) (1788–1824) ;
- Antoine-Jean Saint-Martin (1791-1832).

### Auteurs modernes
- Manouk Abeghian ;
- Hratchia Adjarian ;
- Nicolas Adontz ;
- Ghevond Alishan ;
- Sen Arevshatyan ;
- Stephan Astourian ;
- Arakel Babakhanian ;
- Peter Balakian ;
- Hagop Barsoumian ;
- Hrach Bartikyan ;
- Marie-Félicité Brosset ;
- Auguste Carrière ;
- Peter Charanis ;
- S. Peter Cowe ;
- Vahakn Dadrian ;
- Gérard Dédéyan ;
- Sirarpie Der Nersessian ;
- Patrick Donabédian ;
- Charles Dowsett ;
- Frédéric-Armand Feydit ;
- Nina G. Garsoian ;
- René Grousset ;
- Robert H. Hewsen ;
- Tessa Hofmann ;
- Richard G. Hovannisian (en) ;
- Johann Heinrich Hübschmann ;
- Ashkharbek Kalantar ;
- Raymond Haroutioun Kévorkian ;
- Dickran Kouymjian ;
- Vahan Kurkjian ;
- David Marshall Lang ;
- Victor Langlois ;
- Arthur Leist ;
- Frédéric Macler ;
- Jean-Pierre Mahé ;
- Stepan Malkhasyants ;
- Hakob Manandyan ;
- Levon Marashlian ;
- Antoine Meillet ;
- Claude Mutafian ;
- Vrej Nersessian ;
- Joseph Orbeli ;
- Dennis Papazian ;
- Robert Pierpont Blake ;
- James R. Russell ;
- Zaven Sargsyan ;
- Gagik Sarkisyan ;
- Aram Ter-Ghevondyan ;
- Alla Ter-Sarkissiants ;
- Élène Tsagareishvili ;
- Robert W. Thomson ;
- Cyrille Toumanoff ;
- Giusto Traina ;
- Jean-Michel Thierry ;
- Bagrat Ulubabyan ;
- Theo van Lint ;
- Bert Vaux ;
- Suren Yeremyan ;
- Karen Yuzbashyan.